# Zieler (Schießsport)
Der Zieler (Ziler, Züller oder Ziller), besonders in der Schweiz auch Zeiger genannt, war ein früher gebräuchliches Amt bei schießsportlichen Wettbewerben der Schützenvereine. Seine Aufgabe bestand darin, nach einzelnen Durchgängen in den Feuerpausen die Treffer aufzunehmen und mit Hilfe eines Zeigestockes diese den Schützen auf der Scheibe anzuzeigen.
Dazu hatte er ein besonders buntes Gewand an, um nicht übersehen zu werden. Während des Schießens nahm er in einem besonderen kleinen Verschlag oder mannshohen Graben unterhalb der Schießebene Deckung. Die Schießergebnisse zeigte er mit einer besonders gestalteten Kelle, dem „Toni“, an und sagte die Ergebnisse laut dem Protokollanten. Wegen der Verlässlichkeit der Schießergebnisse wurde die Zieler bis zum 18. Jahrhundert eigens für ihr Amt vereidigt.
Aufgrund der neueren Technik wie Seilzuganlagen für die Scheiben bzw. elektronischer Trefferauswertung kommt der Zieler heute nur noch vereinzelt bei Wettkämpfen auf Höhe der Kreismeisterschaft, bei denen eine andere Möglichkeit nicht gegeben ist oder aus traditionellen Gründen, wie in der Schweiz, zum Einsatz.
Die Zeiger der Schweiz waren im Schweizerischen Zeiger- und Anlagewarte-Verband organisiert. Dieser hat sich 2019 aufgelöst.